# ميخائيل بالمر (موزع)
ميخائيل بالمر (بالإنجليزية: Michael Palmer)‏ هو موزع أمريكي، ولد في 8 مايو 1945.

## وصلات خارجية
- مايكل بالمر على موقع ميوزك برينز (الإنجليزية)